# Venom (pel·lícula de 2018)
Venom és un film de superherois basat en el personatge de Marvel, Venom. Produïda per Columbia Pictures en associació amb Marvel Entertainment, Tencent Pictures, Arad Productions, Matt Tolmach Productions i Pascal Pictures, fou distribuïda per Sony Pictures Releasing. S'ha subtitulat al català.
El film va ser dirigit per Ruben Fleischer i té per objectiu ser la primera en l'Univers Marvel de Sony, separada de l'univers cinematogràfic de Marvel, però alhora relacionada amb ell.
Tom Hardy és el protagonista, encarnant a Eddie Brock. L'estrena es va produir el 5 d'octubre de 2018. El film és basat fonamentalment en la història de dos còmics: "Lethal Protector" i "Planet of the Symbiotes".
Una seqüela, Venom: Let There Be Carnage, es va estrenar l'1 d'octubre de 2021, i està programada una tercera pel·lícula de Venom per estrenar-se el 8 de novembre de 2024.

## Repartiment
- Tom Hardy com a Eddie Brock / Venom.
- Michelle Williams com a Anne Weying
- Riz Ahmed com a Carlton Drake / Riot